# 下基瓦奇湖
62°9′0″N 32°55′0″E / 62.15000°N 32.91667°E
下基瓦奇湖（俄语：Кивач），是俄羅斯的湖泊，位於該國西北部，由卡累利阿共和國負責管轄，面積2.18平方公里，海拔高度122米，湖岸線長度5.4公里，平均水深2.3米，最大水深6米。